# Parijs-Tours 1990
De 84ste editie van Parijs-Tours  werd verreden op zondag 14 oktober 1990. De wedstrijd had een lengte van 283,5 kilometer, startte in Chaville en eindigde in Tours. 
De Deen Rolf Sørensen won de massasprint.
De wedstrijd was onderdeel van de wereldbeker.

## Uitslag
| Plaats  | Naam               | Ploeg                 | Tijd     |
| ------- | ------------------ | --------------------- | -------- |
| Winnaar | Rolf Sørensen      | Ariostea              | 7u09'33" |
| 2       | Phil Anderson      | TVM-Yoko              | z.t.     |
| 3       | Maurizio Fondriest | Del Tongo             | z.t.     |
| 4       | Kim Andersen       | Z                     | z.t.     |
| 5       | Andreas Kappes     | Toshiba               | z.t.     |
| 6       | Carlo Bomans       | Weinmann-SMM-Ulster   | + 4"     |
| 7       | Wiebren Veenstra   | Buckler-Colnago-Decca | z.t.     |
| 8       | Sean Kelly         | PDM-Concorde          | z.t.     |
| 9       | Frédéric Moncassin | Castorama             | z.t.     |
| 10      | Adriano Baffi      | Ariostea              | z.t.     |

1896 · 
1897 · 
1898 · 
1899 · 
1900 · 
1901 · 
1902 · 
1903 · 
1904 · 
1905 · 
1906 · 
1907 · 
1908 · 
1909 · 
1910 · 
1911 · 
1912 · 
1913 · 
1914 · 
1915 · 
1916 · 
1917 · 
1918 · 
1919 · 
1920 · 
1921 · 
1922 · 
1923 · 
1924 · 
1925 · 
1926 · 
1927 · 
1928 · 
1929 · 
1930 · 
1931 · 
1932 · 
1933 · 
1934 · 
1935 · 
1936 · 
1937 · 
1938 · 
1939 · 
1940 · 
1941 · 
1942 · 
1943 · 
1944 · 
1945 · 
1946 · 
1947 · 
1948 · 
1949 · 
1950 · 
1951 · 
1952 · 
1953 · 
1954 · 
1955 · 
1956 · 
1957 · 
1958 · 
1959 · 
1960 · 
1961 · 
1962 · 
1963 · 
1964 · 
1965 · 
1966 · 
1967 · 
1968 · 
1969 · 
1970 · 
1971 · 
1972 · 
1973 · 
1974 · 
1975 · 
1976 · 
1977 · 
1978 · 
1979 · 
1980 · 
1981 · 
1982 · 
1983 · 
1984 · 
1985 · 
1986 · 
1987 · 
1988 · 
1989 · 
1990 · 
1991 · 
1992 · 
1993 · 
1994 · 
1995 · 
1996 · 
1997 · 
1998 · 
1999 · 
2000 · 
2001 · 
2002 · 
2003 · 
2004 · 
2005 · 
2006 · 
2007 · 
2008 · 
2009 · 
2010 · 
2011 · 
2012 · 
2013 · 
2014 · 
2015 · 
2016 · 
2017 · 
2018 · 
2019 ·
2020 ·
2021 ·
2022 ·
2023 ·
2024 ·
2025